# بورجا گیل
بورجا گیل (انگلیسی: Borja Gil؛ زادهٔ ۴ دسامبر ۱۹۹۰) بازیکن فوتبال اهل اسپانیا است که در پست مهاجم برای باشگاه فوتبال لینکولن رد ایمپس بازی میکند‌.
از باشگاه‌هایی که در آن بازی کرده‌است می‌توان به باشگاه فوتبال رئال مورسیا اشاره کرد.